# Витамин К
Витамин К је група структурно сличних, у масти растворних витамина који су потребни за посттранслационе модификације појединих протеина неопходних за коагулацију крви, као и за метаболичке путеве коштаних и других ткива. Они су деривати 2-метил-1,4-нафтохинон (3-). Ова група витамина обухвата два природна провитамина: витамин К1 и витамин К2.
Витамин К је познат као коагулацијски агенс, односно антихеморагични витамин, јер има важну улогу у згрушавању крви. Недостатак овог витамина може резултовати разним хеморагичним болестима. Ово је група од неколико витамина од којих су неки растворљиви у води, а неки нису. 
Та група од неколико витамина по својој су структури нафтохинони. Витамини К1 (филохинон) и К2 (менатетренон) су природног порекла, а К3 (менадион) се добија синтетички. Они нису растворљиви у води и под утицајем светлости се распадају. Често се користе препарати менадиол-натријум-фосфат и менадион-натријум-бисулфит.
Дневне количине витамина К су јако мале. Здрава га особа може довољно набавити путем хране или синтезом менахинона помоћу бактерија које се налазе у цревима. За одраслу здраву особу препоручени дневни унос се креће између 60  и 80 μg.
Витамин К је преко потребан за синтезу беланчевина које учествују у процесу коагулације крви. Синтеза тих беланчевина одвија се у јетри.
Хиповитаминоза је код овог витамина ретка јер је присутан у различитим врстама хране, а ако она постоји, потребно је узимати веће количине витамина К због разних хеморагија. Може доћи чак и до хипопротромбинемије (кад оштећене ћелије јетре не могу искористити витамин К).